# Démographie de l'Auvergne
L'Auvergne est une région relativement peu peuplée. Sa densité moyenne est de 51,35 habitants par km² : seuls la Guyane, la Corse et le Limousin ont une densité inférieure. La géographie de la région, avec son relief montagneux, a limité l'influence et le développement des villes, tandis que les campagnes ont connu un fort exode rural depuis le XIXe siècle.
Au 1er janvier 2006, la population de la région d'Auvergne est de 1 335 938 habitants, soit 27 060 de plus qu'au précédent recensement (1 308 878 en 1999).

Drapeau de l'Auvergne

## Évolution de la population

### Historique
Évolution de la population de l'Auvergne :
| Année | Population | Année | Population | Année | Population |
| ----- | ---------- | ----- | ---------- | ----- | ---------- |
| 1801  | 1 206 069  | 1872  | 1 497 874  | 1936  | 1 291 067  |
| 1806  | 1 322 436  | 1876  | 1 520 797  | 1946  | 1 267 303  |
| 1821  | 1 362 365  | 1881  | 1 535 474  | 1954  | 1 246 711  |
| 1826  | 1 398 836  | 1886  | 1 557 351  | 1962  | 1 273 162  |
| 1831  | 1 422 035  | 1891  | 1 544 984  | 1968  | 1 311 943  |
| 1836  | 1 456 209  | 1896  | 1 530 537  | 1975  | 1 330 479  |
| 1841  | 1 458 379  | 1901  | 1 510 787  | 1982  | 1 332 678  |
| 1846  | 1 498 774  | 1906  | 1 496 840  | 1990  | 1 321 214  |
| 1851  | 1 491 599  | 1911  | 1 459 406  | 1999  | 1 308 878  |
| 1856  | 1 490 962  | 1921  | 1 329 822  | 2006  | 1 335 938  |
| 1861  | 1 478 885  | 1926  | 1 343 570  | 2010  | 1 347 387  |
| 1866  | 1 498 509  | 1931  | 1 319 627  | 2020  | 1 369 348  |

Pendant une grande partie du XIXe siècle, la population de la région a augmenté régulièrement mais faiblement : l'exode rural était compensé par l'accroissement naturel, dans les quatre départements. Le maximum de population fut atteint en 1886, puis, avec l'accélération de l'exode rural commença un déclin qui ne fut interrompu que pendant une vingtaine d'années après la Seconde Guerre mondiale.

#### Historique par département
| Année | Population aux recensements | Population aux recensements | Population aux recensements   | Population aux recensements | Population aux recensements |
| Année | département de l'Allier     | département du Cantal       | département de la Haute-Loire | département du Puy-de-Dôme  | Région d'Auvergne           |
| ----- | --------------------------- | --------------------------- | ----------------------------- | --------------------------- | --------------------------- |
| 1801  | 248.864                     | 220.304                     | 229.773                       | 507.128                     | 1.206.069                   |
| 1851  | 336 758                     | 253.329                     | 304 615                       | 596 897                     | 1.491.599                   |
| 1886  | 424 582                     | 241 742                     | 320 063                       | 570 964                     | 1.557.351                   |
| 1901  | 422.024                     | 230.511                     | 314.058                       | 544.194                     | 1.510.787                   |
| 1921  | 370 950                     | 199 402                     | 268.910                       | 490.560                     | 1.329.822                   |
| 1936  | 368.778                     | 190.888                     | 245.271                       | 486.130                     | 1.291.067                   |
| 1946  | 373 481                     | 186 843                     | 208.337                       | 478.902                     | 1.267.303                   |
| 1954  | 372.689                     | 177 065                     | 215 577                       | 481.380                     | 1.246.711                   |
| 1968  | 386.533                     | 169 330                     | 208.337                       | 547.743                     | 1.311.943                   |
| 1975  | 378.406                     | 166.549                     | 205 491                       | 580 033                     | 1.330.479                   |
| 1982  | 369.580                     | 162.838                     | 205 895                       | 594.365                     | 1.332.678                   |
| 1990  | 357 952                     | 158.840                     | 206.658                       | 598.311                     | 1.321.761                   |
| 2010  | 342 908                     | 148 162                     | 224 006                       | 632 311                     | 1.347.387                   |
| 2020  | 335 628                     | 144 379                     | 227 489                       | 661 852                     | 1 369 348                   |

Sources : IAURIF et SREF.
L'Auvergne a perdu 130 000 hommes de 1911 à 1921, soit près de 10 % de sa population, essentiellement pendant la Première Guerre mondiale. Ces chiffres représentent près de 10 % des tués français de cette guerre (1 600 000 morts) pour 5 % de la population française de l'époque.
Pendant plus d'un siècle, seuls les centres urbains ont connu la croissance, très souvent liée au développement d'industries locales (Clermont-Ferrand : métallurgie et pneumatiques, Thiers : coutellerie, Ambert : papèterie, Issoire : métallurgie, etc).
La chute de plusieurs PME cruciales a affaibli plusieurs de ces centres qui ont à leur tour perdu des habitants, surtout pendant les années 1970.
L'exode rural a ralenti mais depuis le milieu des années 1970 et tout au long du dernier quart du XXe siècle, l'ensemble de la région a connu une stagnation démographique. Celle-ci était cependant inégalement répartie sur son territoire.
Trois secteurs échappaient en effet à ce phénomène : L'agglomération de Clermont-Ferrand et son aéroport, les axes autoroutiers nord et est (vers Paris et Lyon) et le nord de la Haute-Loire qui bénéficiait de sa proximité avec Saint-Étienne et la vallée du Rhône.
À partir de l'année 2000, la démographie de la région s'est brusquement redressée, et, à l'instar du Limousin voisin, la population a connu depuis lors une expansion régulière, sous l'effet avant tout d'une immigration soutenue, au départ d'autres régions du pays.

### Évolution des dernières années
| Année | Population au 1er janvier | Population au 1er janvier | Population au 1er janvier  | Population au 1er janvier  | Région d'Auvergne |
| Année | département de l'Allier   | département du Cantal     | département de Haute-Loire | département du Puy-de-Dôme | Région d'Auvergne |
| ----- | ------------------------- | ------------------------- | -------------------------- | -------------------------- | ----------------- |
| 1990  | 357 952                   | 158 840                   | 206 658                    | 598 311                    | 1 321 761         |
| 1991  | 356 432                   | 158 305                   | 206 612                    | 598 368                    | 1 319 717         |
| 1992  | 355 195                   | 157 220                   | 206 639                    | 598 348                    | 1 317 402         |
| 1993  | 353 824                   | 156 449                   | 206 379                    | 599 325                    | 1 315 977         |
| 1994  | 352 441                   | 155 574                   | 206 508                    | 599 492                    | 1 314 015         |
| 1995  | 351 058                   | 154 630                   | 206 511                    | 600 033                    | 1 312 232         |
| 1996  | 349 376                   | 153 777                   | 206 895                    | 600 840                    | 1 310 888         |
| 1997  | 348 200                   | 152 740                   | 207 555                    | 601 736                    | 1 310 231         |
| 1998  | 346 640                   | 151 841                   | 208 285                    | 602 853                    | 1 309 619         |
| 1999  | 345 072                   | 150 977                   | 209 086                    | 604 239                    | 1 309 374         |
| 2000  | 344 596                   | 150 779                   | 210 308                    | 606 468                    | 1 312 151         |
| 2001  | 344 307                   | 150 745                   | 211 597                    | 609 303                    | 1 315 952         |
| 2002  | 343 992                   | 150 641                   | 213 093                    | 612 431                    | 1 320 157         |
| 2003  | 343 519                   | 150 745                   | 214 496                    | 615 388                    | 1 324 148         |
| 2004  | 342 906                   | 150 758                   | 216 098                    | 618 546                    | 1 328 308         |
| 2005  | 342 284                   | 150 774                   | 217 263                    | 621 059                    | 1 331 380         |
| 2006  | 343 309                   | 149 682                   | 219 484                    | 623 463                    | 1 335 938         |
| 2007  | 343 114                   | 149 057                   | 220 437                    | 626 639                    | 1 339 247         |
| 2008  | 342 807                   | 148 737                   | 221 834                    | 628 485                    | 1 341 863         |
| 2009  | 343 046                   | 148 380                   | 223 122                    | 629 416                    | 1 343 964         |
| 2010  | 343 500                   | 148 500                   | 225 000                    | 631 000                    | 1 348 000         |
| Année | Allier                    | Cantal                    | Haute-Loire                | Puy-de-Dôme                | Auvergne          |

Sources : Insee,
En janvier 2010, la population de l'année 2007 correspond à la population légale. Les chiffres ultérieurs sont des estimations.
De 1990 à 2009, en seize ans, si le Cantal et l'Allier ont continué à perdre des habitants, il n'en va pas de même du Puy-de-Dôme (+33 000) et de la Haute-Loire (+17 000). C'est ce dernier département qui proportionnellement progresse le plus ces dernières années, soutenu à la fois par une immigration légère mais constante et surtout par une démographie devenue performante. En 2003, la fécondité y était nettement supérieure à la moyenne nationale et tranchait avec la dénatalité importante de la région. Depuis 2002, l'hémorragie humaine a cessé dans le Cantal, comme dans l'ensemble de la région d'ailleurs. Seul l'Allier poursuit sa descente - quoique de manière atténuée - et fait partie des cinq départements français qui seuls ont perdu des habitants depuis lors : l'Allier, la Creuse, la Nièvre, la Haute-Marne et les Ardennes.

## Une région devenue attractive
La tendance à la hausse démographique constatée dans la région depuis 1999 s'accélère. L'Auvergne a ainsi gagné près de 35 000 habitants entre 1999 et 2009, soit en moyenne 3 000 personnes par an (0,17 % par an). Cette hausse succède à une longue période de baisse allant de 1982 à 1999. À ce moment l'Auvergne perdait en moyenne 1 400 habitants annuellement, soit près de 0,10 % de sa population.
La croissance observée depuis 1999, équivaut à celle constatée à la fin des années
soixante. Mais elle est encore inférieure de moitié à celle constatée dans l'ensemble de la France métropolitaine (0,64 % entre 1999 et 2006).
C'est que la région a subi depuis des décennies un exode persistant de ses jeunes, aggravé par une lourde dénatalité. Si bien que la moyenne d'âge y est élevée et les décès plus nombreux que les naissances (13 940 naissances contre 14 525 décès, soit un déficit de 585 auvergnats en 2005). Ceci aurait dû entraîner une chute régulière de la population, s'il n'y avait une immigration issue essentiellement des autres régions françaises, qui vient plus qu'équilibrer le bilan.
Et l'intensité de l'immigration est telle que désormais la population auvergnate progresse substantiellement chaque année. Ces éléments se retrouvent d'ailleurs dans le Limousin voisin. Au total, si la région perd actuellement chaque année 0,06 % de ses habitants par excédent des décès, elle gagne en revanche annuellement 0,32 % par immigration (soit près de 5 000 personnes). Cela rend l'Auvergne quasi aussi attractive que Rhône-Alpes, puisque cette dernière engrange chaque année 0,38 % d'excédent migratoire. Ce taux d'excédent migratoire peut être appelé "taux d'attractivité". De ce point de vue, la région d'Auvergne se situe désormais à la 11e place au sein des régions françaises, avant l'Alsace et la région Centre, et juste après les Pays de la Loire et la région Rhône-Alpes,.
Clermont-Ferrand reste le poumon culturel et économique de la région, mais d'autres comme Vichy, Aurillac, Le Puy-en-Velay ou Thiers se dynamisent et commencent à se faire remarquer.

### La région devient de plus en plus attractive
Infrastructures routières :
- Ouverture de l'A71 Paris-Clermont dans les années 1990.
- Ouverture de l'A75 Clermont-Béziers (gratuite sauf pont de Millau) dans les années 95.
- ensuite l'arrivée de l'A89 Bordeaux-Lyon passant par Clermont et Thiers qui devrait être terminée courant 2008.

Infrastructures ferroviaires :
- rénovation de la ligne SNCF Clermont-Paris TEOZ en 2005.
- rénovation de la Ligne Clermont-Thiers-Lyon en 2006.
- électrification de la Ligne Clermont-Neussargues vers 2012.
- une ligne de tramway sur pneus a ouvert à Clermont en 2006.

Infrastructure aérienne :
- l'aéroport de Clermont connait en revanche une contre-croissance après avoir eu près de 1 100 000 passagers, l'aéroport est redescendu à moins de 600 000 passagers annuels, mais de nouvelles liaisons vont voir le jour.

Culture :
- un zénith a ouvert en 2003 à Clermont.
- la grande halle d'Auvergne est ouverte depuis 2003, elle est également située à Clermont.
- Vulcania a ouvert en 2002.
- le festival du court-métrage rassemble plus de 140 000 visiteurs annuels.
- Le festival de la Pamparina à Thiers rassemble plus de 45 000 visiteurs chaque année.

## Mouvements naturels de la population

### Évolution des naissances et des décès
Les chiffres suivants sont fournis par l'Insee,.
| Département | 2000                 | 2000            | 2000          | 2004                 | 2004            | 2004          | 2005                 | 2005            | 2005          |
| Département | Nombre de naissances | Nombre de décès | Solde naturel | Nombre de naissances | Nombre de décès | Solde naturel | Nombre de naissances | Nombre de décès | Solde naturel |
| ----------- | -------------------- | --------------- | ------------- | -------------------- | --------------- | ------------- | -------------------- | --------------- | ------------- |
| Allier      | 3 569                | 4 429           | -860          | 3 335                | 4 082           | -747          | 3 363                | 4 346           | -983          |
| Cantal      | 1 382                | 1 882           | -500          | 1 396                | 1 853           | -457          | 1 391                | 1 871           | -480          |
| Haute-Loire | 2 477                | 2 508           | -31           | 2 416                | 2 318           | 98            | 2 485                | 2 327           | 158           |
| Puy-de-Dôme | 6 599                | 5 973           | 626           | 6 632                | 5 755           | 877           | 6 701                | 5 981           | 720           |
| Auvergne    | 14 027               | 14 792          | -765          | 13 779               | 14 008          | -229          | 13 940               | 14 525          | -585          |

### Fécondité par département
Le nombre moyen d'enfants par femme ou indice conjoncturel de fécondité a évolué comme suit pour chaque département et pour l'ensemble de l'Auvergne :
| Département           | Fécondité 1999 | Fécondité 2000 | Fécondité 2001 | Fécondité 2002 | Fécondité 2003 | Fécondité 2004 | Fécondité 2005 |
| --------------------- | -------------- | -------------- | -------------- | -------------- | -------------- | -------------- | -------------- |
| Allier                | 1,63           | 1,76           | 1,77           | 1,71           | 1,77           |                |                |
| Cantal                | 1,45           | 1,59           | 1,64           | 1,77           | 1,68           |                |                |
| Haute-Loire           | 1,83           | 1,94           | 1,86           | 1,85           | 1,99           |                |                |
| Puy-de-Dôme           | 1,54           | 1,58           | 1,59           | 1,54           | 1,59           |                |                |
| Auvergne              | 1,59           | 1,67           | 1,67           | 1,64           | 1,69           |                |                |
| France métropolitaine | 1,79           | 1,87           | 1,88           | 1,87           | 1,87           | 1,89           | 1,92           |

La Haute-Loire se détache nettement de l'ensemble et affiche depuis 2000 un taux supérieur à la moyenne métropolitaine et proche (en 2003) du seuil de remplacement des générations. L'Allier a effectué un beau redressement ces dernières années, mais a encore bien du chemin à faire pour atteindre la performance de la Haute-Loire. C'est aussi le cas du Cantal, département jadis très fécond, sans doute le plus fécond de la moitié sud de la France (plus de 2,8 enfants par femme), dans les années 1960. Mais c'est le Puy-de-Dôme qui entraîne l'ensemble à la baisse, et qui ne semble pas parvenir à remonter la pente.

#### Évolution récente de la fécondité en Auvergne
Début 2007, les données concernant la fécondité des régions, postérieures à 2003, étaient encore fort fragmentaires. L'Insee Franche-Comté a très partiellement levé le voile à ce sujet, et nous révèle qu'en 2003-2004, l'indice conjoncturel de fécondité de la région était de 1,71. L'Auvergne se trouvait ainsi, en ce qui concerne la fécondité, tout au bas du classement des régions à égalité avec Midi-Pyrénées et devançant l'Aquitaine de justesse (1,70), des indices plus bas étant cependant affichés par le Limousin (1,60) et la Corse (1,55).

## Immigrés et étrangers
Note:
Rappelons qu'un immigré est quelqu'un résidant en France, né étranger à l'étranger. Il peut être devenu français par acquisition ou avoir gardé sa nationalité de naissance. Par contre le groupe des étrangers est constitué par l'ensemble des résidents ayant une nationalité étrangère, qu'ils soient nés en France ou hors de France.

### Nombre d'étrangers et d'immigrés en Auvergne
Au recensement de 1999, les étrangers et les immigrés se répartissaient comme suit en France et en Auvergne :
Sources :
- Insee[14],[15] - Insee Auvergne[16].

|                                                  | France métropolitaine | Région Auvergne | Pourcentage |
| ------------------------------------------------ | --------------------- | --------------- | ----------- |
| Français                                         | 55.260.000            | 1. 265.707      | 96,7        |
| -- Français de naissance nés en France           | 51.340.000            | 1.214.073       |             |
| -- Français de naissance nés à l'étranger        | 1.560.000             | 16.996          |             |
| -- Français par acquisition nés en France (3)    | 800.000               | 13.310          |             |
| -- Français par acquisition nés à l'étranger (1) | 1.560.000             | 21.328          |             |
| Étrangers                                        | 3.260.000             | 42.949          | 3,3         |
| -- Étrangers nés en France                       | 510.000               | 7.329           |             |
| -- Étrangers nés à l'étranger (2)                | 2.750.000             | 35.620          |             |
| Population totale                                | 58.520.000            | 1.308.656       | 100,0       |
| dont Immigrés                                    |                       |                 |             |
| (1) + (2)                                        | 4.310.000             | 56.948          | 4,3         |
| dont Français par acquisition                    |                       |                 |             |
| (1) + (3)                                        | 2.360.000             | 34.638          | 2,7         |

Il y a relativement peu d'immigrés sur le territoire de la région Auvergne. La majorité d'entre eux résident dans la zone de Clermont-Ferrand.

### Répartition des étrangers par origine et par département
Ci-après le nombre d'étrangers recensés en Auvergne en 1999, ainsi que la répartition de ces derniers dans les quatre départements de la région, et les effectifs relevés au sein des quatre principales communautés d'étrangers.
Source :
| Origine                  | Effectifs début 1999 | Effectifs début 1999    | Effectifs début 1999  | Effectifs début 1999       | Effectifs début 1999       |
| Origine                  | Total Auvergne       | département de l'Allier | département du Cantal | département de Haute-Loire | département du Puy-de-Dôme |
| ------------------------ | -------------------- | ----------------------- | --------------------- | -------------------------- | -------------------------- |
| Total des étrangers      | 42 949               | 8 834                   | 1 226                 | 5 164                      | 27 725                     |
| en %                     | 3,3 %                | 2,6 %                   | 0,8 %                 | 2,5 %                      | 4,6 %                      |
| Europe des 15            | 23 377               | 4 928                   | 656                   | 2 141                      | 15 652                     |
| -- dont Portugais        | 16 452               | 3 110                   | 273                   | 1 513                      | 11 556                     |
| Hors-Union Européenne    | 19 572               | 3 906                   | 570                   | 3 023                      | 12 073                     |
| -- dont Algériens        | 3 750                | 816                     | 65                    | 234                        | 2 635                      |
| -- Marocains             | 5 459                | 992                     | 326                   | 1 035                      | 3 106                      |
| -- Turcs                 | 4 625                | 718                     | 22                    | 909                        | 2 976                      |
| Naturalisés              | 34 520               | 8 356                   | 1 433                 | 3 356                      | 21 375                     |
| Nouveaux arrivés 1990-99 | 11 767               | 2 424                   | 532                   | 1 633                      | 7 178                      |

### Ventilation des immigrés par région du monde et pays de naissance
Pays de naissance des immigrés vivant en Auvergne en 1999
Source :
| Origine                 | Immigrés 1999        | Immigrés 1999        | dont naturalisés     | dont naturalisés     |
| Origine                 | effectif             | pourcentage          | effectif             | pourcentage          |
| ----------------------- | -------------------- | -------------------- | -------------------- | -------------------- |
| Total Général           | 56 784               | 100,0                | 21 328               |                      |
| Europe                  | 36 887               | 65,0                 | 15 258               | 41,3                 |
| -- Portugal             | 19 643               | 34,6                 | 5 995                | 30,5                 |
| -- Espagne              | 5 491                | 9,7                  | 3 316                |                      |
| -- Italie               | 3 810                | 6,7                  | 2 438                |                      |
| -- Allemagne            | 1 253                | 2,2                  | 547                  |                      |
| -- Royaume-Uni          | 873                  | 1,5                  | 151                  |                      |
| -- Belgique             | 859                  | 1,5                  | 258                  |                      |
| -- Pays-Bas             | 450                  | 0,8                  | 50                   |                      |
| -- Autres Europe des 15 | 364                  | 0,6                  | 152                  |                      |
| -- Pologne              | 1 616                | 2,9                  | 1 200                |                      |
| -- ex-Yougoslavie       | 1 068                | 1,9                  | 506                  |                      |
| -- Autres Europe        | 1 460                | 2,6                  | 645                  |                      |
| Afrique                 | 12 810               | 22,6                 | 3 837                |                      |
| -- Maroc                | 5 366                | 9,5                  | 1 310                |                      |
| -- Algérie              | 4 646                | 8,2                  | 1 357                |                      |
| -- Tunisie              | 973                  | 1,7                  | 368                  |                      |
| -- Autres Afrique       | 1 825                | 3,2                  | 802                  |                      |
| Asie                    | 5 832                | 10,2                 | 1 622                |                      |
| -- Turquie              | 3 458                | 6,1                  | 247                  |                      |
| -- Vietnam              | 634                  | 1,1                  | 481                  |                      |
| -- Laos/Cambodge        | 409                  | 0,7                  | 247                  |                      |
| -- Autres Asie          | 1 331                | 2,3                  | 647                  |                      |
| Amérique/Océanie        | 1 255                | 2,2                  | 611                  |                      |
| Total Général           | 56 784               | 100,0                | 21 328               |                      |
|                         | -------------------- | -------------------- | -------------------- | -------------------- |

Note : Lecture : Les Portugais constituaient en 1999 34,6 du total des immigrés en Auvergne et 30,5 % parmi eux avaient acquis la nationalité française.
On remarque pour les immigrés européens que les Espagnols, les Italiens et les Polonais, présents de longue date, ont acquis majoritairement la nationalité française. Il n'en va pas de même pour les ressortissants de l'Europe du nord, comme les Néerlandais et les Britanniques, ni des Portugais. En Afrique, les originaires d'Afrique noire sont eux aussi presque majoritairement devenus Français. Les Turcs par contre ont gardé massivement leur nationalité d'origine.

### Répartition des naissances par nationalité de la mère
Les chiffres suivants sont fournis par l'Insee pour l'année 2004 :
|                  | Ensemble | Françaises | Étrangères | Étrangères | Étrangères | Étrangères | Étrangères | Étrangères | Étrangères |
| Total étrangères | Ensemble | Françaises | Algérie    | Espagne    | Italie     | Portugal   | Maroc      | Tunisie    |            |
| ---------------- | -------- | ---------- | ---------- | ---------- | ---------- | ---------- | ---------- | ---------- | ---------- |
| Allier           | 3.335    | 3.176      | 159        | 20         | 1          | 0          | 16         | 29         | 5          |
| Cantal           | 1.396    | 1.371      | 25         | 4          | 0          | 0          | 0          | 6          | 0          |
| Haute-Loire      | 2.416    | 2.325      | 91         | 7          | 0          | 2          | 3          | 22         | 1          |
| Puy-de-Dôme      | 6.632    | 6.151      | 481        | 67         | 6          | 2          | 58         | 81         | 11         |
| Auvergne         | 13.779   | 13.023     | 756        | 98         | 7          | 4          | 77         | 138        | 17         |
| -- légitimes     | 6.837    | 6.208      | 629        | 89         | 4          | 2          | 47         | 133        | 15         |
| -- hors-mariage  | 6.942    | 6.815      | 127        | 9          | 3          | 2          | 30         | 5          | 2          |

Une majorité des naissances ont lieu hors-mariage. La proportion de ces naissances hors-mariage est un peu moins élevée que dans l'ensemble de la métropole (20 % hors-mariage en Auvergne contre 27 % pour la métropole entière).
L'Insee donne des données italo-espagnoles (ensemble moins de 1 ‰ des naissances de la région). Les naissances de mère marocaine, sont près de deux fois plus nombreuses que celles de mère portugaise, malgré une communauté marocaine au moins 2,5 fois moins nombreuse que la communauté portugaise.
Le nombre de naissances de mère étrangère est cependant fort marginal dans la région, ceci à la suite de la faiblesse de l'effectif des étrangers et à l'âge moyen de plus en plus avancé du principal groupe parmi eux, les Européens, constitués en grande partie de populations vieillissantes.

## Répartition par âge des nouveaux arrivants
Les chiffres suivants concernent les nouveaux arrivants, Français et étrangers, recensés en Auvergne en 1999, et non-présents dans la région lors du recensement précédent (de 1990)
Source :
| Tranche d'âges | Effectifs               | Effectifs             | Effectifs                  | Effectifs                  | Effectifs         |
| Tranche d'âges | département de l'Allier | département du Cantal | département de Haute-Loire | département du Puy-de-Dôme | Région d'Auvergne |
| -------------- | ----------------------- | --------------------- | -------------------------- | -------------------------- | ----------------- |
| Total          | 37 476                  | 14 426                | 27 086                     | 62 014                     | 141 002           |
| de 16 à 24 ans | 4 008                   | 1 376                 | 2 452                      | 10 334                     | 18 170            |
| de 25 à 39 ans | 11 070                  | 4 173                 | 8 522                      | 21 048                     | 44 813            |
| de 40 à 54 ans | 6 430                   | 2 364                 | 4 374                      | 9 981                      | 23 149            |
| plus de 54 ans | 7 175                   | 3 449                 | 4 725                      | 6 335                      | 21 684            |

## Les mariages
En 2004, on a enregistré 4.846 mariages en Auvergne, dont :
- 4.396 entre deux conjoints français
- 34 entre conjoints étrangers
- 188 mariages mixtes entre époux français et épouse étrangère
- 228 mariages mixtes entre épouse française et époux étranger

La population étrangère, peu nombreuse il est vrai, semble ainsi fusionner progressivement avec la population auvergnate, puisque sur 484 conjoints étrangers impliqués dans le total des mariages, 416 (soit plus ou moins 86 %) l'étaient dans des mariages mixtes (71 % pour la totalité de la métropole).
Ventilation des mariages mixtes
|                  | Total mariages mixtes | Nationalité du conjoint étranger | Nationalité du conjoint étranger | Nationalité du conjoint étranger | Nationalité du conjoint étranger |
| Italienne        | Total mariages mixtes | Espagnole                        | Portugaise                       | Algérienne                       |                                  |
| ---------------- | --------------------- | -------------------------------- | -------------------------------- | -------------------------------- | -------------------------------- |
| Époux français   | 188                   | 1                                | 1                                | 17                               | 14                               |
| Épouse française | 228                   | 1                                | 5                                | 34                               | 40                               |

Source :.
Les mariages mixtes français-étrangers sont importants à observer. Il s'agit en effet d'un des principaux indicateurs d'intégration des populations étrangères, avec le nombre des acquisitions de la nationalité.

## Un avenir démographique baissier
L'avenir de la population de la région s'annonce baissier à moyen et long terme et la hausse récente de la population semble n'être qu'un sursis. D'une part, le taux de fécondité de 1,71 en 2003-2004, est très insuffisant pour assurer le simple remplacement des générations (quoique supérieur à la plupart des taux enregistrés en Europe). Le taux net de reproduction est en effet de 0,825, ce qui signifie que la population est appelée à baisser de 17,5 % en 30 ans sans migrations.
Dans les années 1960 et jusque 1975, lors du baby-boom, on enregistrait quelque 20 000 naissances annuelles dans la région, mais en 2000-2005, ce nombre n'était plus que de 14 000 en moyenne. Les premiers "baby-boomers" sont nés en 1946 et ont 62 ans en 2007. Dans 10 à 15 ans, les anciens du baby-boom vont commencer à décéder et ce sera le début du boom des décès. D'ici là, étant donné la faible fécondité de la région, le nombre de naissances aura encore quelque peu baissé - sauf en Haute-Loire - et la population "de souche" auvergnate commencera à régresser. Ces perspectives sont inéluctables. Même un bond - peu probable - de la fécondité au niveau du seuil de reproduction n'enrayerait la spirale de dépopulation que 30 ans plus tard. Quant au niveau de l'immigration, il devra être très nettement plus élevé qu'aujourd'hui pour contrecarrer le processus. C'est ce que semble avoir projeté l'Insee lors de l'établissement de ses dernières projections puisqu'elle ne prévoit qu'une baisse minime de 0,1 % d'ici 2030, comme le montre le tableau ci-après qui affiche le bas du classement des régions françaises à l'horizon 2030.
| Région                | Population au 01-01-2005 | Population au 01-01-2030 | Accroissement 2005-2030 | Pourcentage 2005-2030 |
| --------------------- | ------------------------ | ------------------------ | ----------------------- | --------------------- |
| Nord-Pas-de-Calais    | 4 032 000                | 4 063 000                | 31 000                  | 0,7                   |
| Auvergne              | 1 331 000                | 1 329 000                | -2 000                  | –0,1                  |
| Bourgogne             | 1 623 000                | 1 618 000                | -5 000                  | –0,5                  |
| Lorraine              | 2 334 000                | 2 272 000                | -62 000                 | –2,6                  |
| Champagne-Ardenne     | 1 338 000                | 1 261 000                | -77 000                 | –5,5                  |
| France métropolitaine | 60 825 000               | 67 204 000               | 6 379 000               | 10,7                  |

## Agglomérations et aires urbaines

### Principales agglomérations
| Ville            | Population 1999 | Population 1999 | Population 1999  |
| Ville            | Commune         | Agglomération   | Aire urbaine     |
| ---------------- | --------------- | --------------- | ---------------- |
| Clermont-Ferrand | 141 004         | 258 541         | 409 558          |
| Vichy            | 26 915          | 60 877          | 80 194           |
| Montluçon        | 44 074          | 60 993          | 78 477           |
| Le Puy-en-Velay  | 22 010          | 42 608          | 66 129           |
| Moulins          | 22 667          | 40 050          | 58 355           |
| Aurillac         | 32 718          | 36 096          | 56 830           |
| Thiers           | 14 950          | 20 281          | 20 492           |
| Issoire          | 14 778          | 16 548          | 27 502           |
| Riom             | 19 324          | 25 052          | Clermont-Ferrand |

Chiffres de population totale (avec doubles comptes) pour les communes, de population sans doubles comptes pour les agglomérations et aires urbaines. Recensement de 1999.

### Aires urbaines
Les populations suivantes se réfèrent aux aires urbaines dans leur extension définie lors du recensement de 1999.
Note :
03 = Département de l'Allier
15 = Département du Cantal
43 = Département de la Haute-Loire
63 = Département du Puy-de-Dôme
| Aires urbaines        | Population | Population | Population | Population | Population          |
| Aires urbaines        | en 1982    | en 1990    | en 1999    | en 2006    | Évolution 1982-2006 |
| --------------------- | ---------- | ---------- | ---------- | ---------- | ------------------- |
| Clermont-Ferrand (63) | 383 126    | 396 695    | 409 558    | 426 698    | + 11,37 %           |
| Vichy (03)            | 82 161     | 81 602     | 80 194     | 84 466     | + 2,28 %            |
| Montluçon (03)        | 85 785     | 81 897     | 78 477     | 78 015     | - 9,06 %            |
| Le Puy-en-Velay (43)  | 64 055     | 65 577     | 66 129     | 67 839     | + 5,91 %            |
| Moulins (03)          | 60 956     | 60 446     | 58 355     | 57 672     | - 5,39 %            |
| Aurillac (15)         | 54 909     | 56 986     | 56 830     | 57 554     | + 4,82 %            |
| Issoire (63)          | 26 416     | 26 684     | 27 502     | 29 209     | + 10,57 %           |
| Thiers (63)           | 20 921     | 20 608     | 19 492     | 20 834     | - 0,01 %            |

## Répartition géographique
La population de la région est inégalement répartie. Le département du Puy-de-Dôme regroupe près de la moitié des habitants, et plus de la moitié de la population urbaine de la région. Le taux d'urbanisation est de 60 %, mais varie de 37 % pour le Cantal à 67 % pour le Puy-de-Dôme.
Clermont-Ferrand, principale ville, devance largement les autres agglomérations, avec une aire urbaine qui dépasse 485 000 habitants. Cinq aires urbaines de moindre importance ont entre 50 000 et 80 000 habitants. Les autres villes, peu nombreuses, sont beaucoup plus petites.